# Tadeusz Rut (profesor)
Tadeusz Rut (ur. 25 sierpnia 1925 w Przeworsku, zm. 2 lutego 2018) – polski wynalazca, prof. dr inż., wieloletni pracownik Instytutu Obróbki Plastycznej w Poznaniu, były kierownik Zakładu Kucia i Prasowania. Między innymi twórca technologii wykonywania wałów korbowych tzw. metodą TR, która zdobyła uznanie na całym świecie.
Pochowany na cmentarzu w Smochowicach przy ulicy Braniewskiej.

## Nagrody
W 1992 został nagrodzony Złotym Medalem Światowej Organizacji Własności Intelektualnej za zasługi jako wynalazca oraz za ponadprzeciętny wkład w rozwój nauki i techniki. Był członkiem Akademii Inżynierskiej w Polsce.